# Barkóczi Ilona
Barkóczi Ilona (Budapest, 1926. október 22. – 2019. december 9.) pszichológus, professor emeritus, akadémiai doktor.
Kutatási területei: kreativitás, belátás/intuíció, problémamegoldás.
Kutatásainak tudományága: pszichológiai tudományok.

## Életpályája
A négy elemi után nyolcosztályos gimnáziumban folytatta tanulmányait. Szívesen rajzolt, így a középiskolát az Iparrajz Iskola ruhatervező szakán végezte el. Felsőfokú tanulmányait az Eötvös Loránd Tudományegyetem szabad bölcsész szakán kezdte meg, 1946-ban, habár kis idő elteltével a pszichológiát tekintette főszakjának. 1948–49-től megszüntették a szabad bölcsészetet, mindenkinek háromszakossá kellett válnia, elindult az irtóhadjárat a pszichológia ellen (Sztálinék hatására). 1950-ben Kardos Lajos zseniális ajánlatára szakdolgozatában a lenini tükrözéselméletet hasonlította össze a freudi pszichoanalízissel. Még abban az évben férjhez ment, s decembertől gyakornokként ő lett az ország egyetlen pszichológia tanszékén a „második ember”, Kardos mellett. A pedagógia szakos hallgatóknak általános és fejlődéslélektant, gyakorlatokat és pszichológiatanítás módszertanát tanítottak.
1953-ban és 1954-ben egy-egy fia született.
1956 első felétől a tanszéken már nyíltan lehetett szakmai szemináriumokat tartani. Az 1956-os forradalom idején az egész bölcsészkar bekapcsolódott a budapesti eseményekbe. Az azt követő időszakban kezdett feloldódni a pszichológia mint burzsoá tudomány megbélyegzése. 1963-tól indult el az úgynevezett trifurkációs pszichológia szakos képzés. Barkóczi Ilona ebben általános lélektant (4 félév) és kísérleti módszertant tanított.
1960-ban Pikler Emmitől, a Lóczy Csecsemőotthon igazgatójától kapott ajánlatot egy félállásra. Ebben az otthonban kezdett felfigyelni a csecsemők tárgyi manipulációjára. Kidolgozta a jegyzőkönyvezés módszerét, végzett összehasonlításokat más otthonokkal, valamint majmokkal, s az egészet belerakta egy arousal regulációs, elméleti keretbe, így állt össze a kandidátusi disszertációja, melyet 1965-ben védett meg.
A képzés európai szintre való felemelése és a szakma jól képzett szakembereinek kinevelése volt a célja. Rövidesen virágzó diákélet bontakozott ki a szakon, amelynek egyik motorja a TDK-munka volt. A tanárnő örömmel dolgozott együtt a lelkes diákokkal, akik országos díjakkal gazdagodtak. Az egyik hallgató kezdeményezéséből indult el a „Nemzetközi pszichológus diáknapok”, melyre majdnem minden európai ország valamennyi pszichológus hallgatója meghívást kapott. Ezeken a diákok saját kutatási eredményeiket mutatták be. A diákélet másik mozgató rugói a rendszeres klubszerű összejövetelek voltak, az Eötvös Klubban.
Kardos Lajos 70 évesen nyugdíjba ment. Utódja Radnai Béla lett, aki tanszékvezetői kinevezése átvétele előtt elhunyt, így 1972-ben a dékán Barkóczi Ilonát bízta meg a tanszékvezetői teendők ideiglenes ellátásával. Nem sokkal később egy minisztériumi levélben egy új rendszerű pszichológusképzés tervének kidolgozását kapta feladatául. Az 1972/1973-as tanév ennek részletes kidolgozásával telt, amelynek egyes szakaszait tekintélyes kollégákból álló bizottság tárgyalta meg. Így jött létre az ötéves, egységes egyszakos pszichológusképzés, amely már egy jó európai színvonalat jelentett. Kezdeményezésére az addig egységes tanszék kettévált: Általános pszichológia tanszék, benne a személyiség-lélektan Kulcsár Zsuzsa vezetésével és a Fejlődés- és neveléslélektani tanszék Salamon Jenő vezetésével, benne egy szociálpszichológiai csoport, Hunyady György vezetésével.
Az 1973 őszétől megindult új képzés új, korábban soha nem tanított tárgyak bevezetését is jelentette, ezért lázas munka folyt, valamint a régi-új tanszék személyi állományát tehetséges fiatal munkatársakkal bővítették.
A kreativitás témaköre különösen érdekelte Barkóczit, s először a kreativitás-tesztek hazai kidolgozását kezdeményezte. Az 1970-es, 80-as években csapatmunkában sok ilyent próbáltak ki, egyeseket elvetve, újakat bevéve, illetve kitalálva, míg végül, 1989-ben létrejött a négyféle teszt számos tételéből álló hazai sztenderd.
Hamarosan összekapcsolódott benne a tesztekkel mért kreativitás a féltekefunkciókkal és az intuíció problémájával, így kutatásait ebbe az irányba fordította. E kísérletek eredményeiből írta meg akadémiai doktori disszertációját.
A bölcsészkar a hetvenes évek végén kapta meg az Izabella utcai épületet, 1981-ben költöztek be a pszichológusok.
1979–80 tájékán beválasztották a Magyar Pszichológiai Társaság elnökségébe, a három főtitkárhelyettes egyike lett. Sikerült az elnökséget meggyőznie arról, hogy a korábban ötévenként nagy ünnepélyességgel tartottak helyett legalább kétévenként legyenek kongresszusok. Az első ilyen országos kongresszus megszervezését is ő kapta feladatául, amely 1981-ben zajlott le, majd kétévenként a többi. Ezek keretein belül sok fiatal mutatkozott be, viták indultak, kollégák találkoztak össze, így kijelenthetjük, hogy ezekkel a konferenciákkal jót tett a szakmának.
1981–82 tájékán létrehozták az ELTE-n az intézeteket, amelyeken belül könnyebbé vált tanszékek alapítása. Így Kulcsár Zsuzsa vezetésével létrejött a személyiség- és klinikai pszichológia tanszék, Salamon Jenő lemondása után Hunyady György vezetésével egyben maradt a fejlődés-, a nevelés- és szociálpszichológiát egyesítő nagy tanszék, az új igazgató létrehozta a Kísérleti Pszichológia Tanszéket, létrejött a pályaszocializációt és munkalélektant tanító kollégák csoportja.
Barkóczi Pléh Csaba személyében látta utódját, így amint megvédte kandidátusi disszertációját, egyszerre terjesztette fel őt docensnek és tanszékvezetőnek.
1987-ben beadott doktori disszertációját 1989-ben védte meg. Ezután indult el egyszerre az egyetemi tanári kinevezése és nyugdíjaztatásának folyamata is. Mindkettőről 1991 nyarán vette át a hivatalos dokumentumot. 1992-től tanszéki tanácsadó, 1998-tól professzor emeritus.
2019. december 9-én otthonában elhunyt.

## Tudományos fokozatai
- 1965 kandidátus
- 1966 ELTE doktori fokozat
- 1989 akadémiai doktor, a pszichológia tudomány doktora

## Legfontosabb munkahelyei, beosztásai
- 1950-1953 ELTE, gyakornok
- 1953-1965 tanársegéd
- 1965 adjunktus
- 1967-től docens
- 1990-től tanár
- 1973-1984 tanszékvezető
- 1989-1991 tanszék-csoportvezető

## Publikációk jegyzéke

### Könyvek, szerkesztések
- Barkóczi (1965): A kutató manipuláció (Összehasonlító pszichológiai vizsgálatok) Kandidátusi értekezés, kézirat
- Barkóczi és Putnoky (1967): Tanulás és motiváció. Tankönyvkiadó Budapest 282 o. 3. kiadás 1980, Szlovák kiadás (1972) Ucenie a motivacia. Bratislava: Sloveske Pedagogické Nakladelstvo
- Barkóczi és Pléh (1978): Kodály zenei nevelési módszerének pszichológiai hatásvizsgálata. Kodály Zoltán Zenepedagógiai Intézet, Kecskemét
- Barkóczi és Pléh (1982): Music makes a difference. Zoltán Kodály Pedagogical Institute of Music, Kecskemét. Ugyanennek francia és lengyel fordítása
- Barkóczi (1984): Figyelem (szerk. és előszó) Tankönyvkiadó
- Séra és Barkóczi (1986): A tudat pszichológiai kérdései (szerk. és előszó) Egységes jegyzet Tankönyvkiadó, két kötet
- Barkóczi (1987-1989): Kísérlet a kreativitás, az intuíció és a nagyagy féltekefunkciók összefüggéseinek feltárására analógiás gondolkodási helyzetekben. Akadémiai doktori disszertáció, kézirat
- Barkóczi és Séra (1988): Az emberi motiváció (szerk. és előszó) Egységes jegyzet Tankönyvkiadó, két kötet
- Barkóczi és Pléh (1978): Kodály zenei nevelési módszerének pszichológiai hatásvizsgálata. Kodály Zoltán Zenepedagógiai Intézet, Kecskemét
- Barkóczi (1993): Analógiás gondolkodás (szerk. és előszó) Nemzeti Tankönyvkiadó
- Barkóczi (2007): Alkotó gondolkodás, alkotó ember. In Czigler I., Oláh A. (szerk.) Találkozás a Pszichológiával. Osiris, 95-115.

### Tanulmányok
- Kardos Lajos és Barkóczi (1953): Aequiterminális viselkedésrészletek jelentősége az állati tanulásban. MTA Biológiai Osztály közleményei II. 1. 95-114.
- Barkóczi (1961): A cselekvés In Faragó (szerk.) Kis lélektan Gondolat Budapest, 86-123.
- Barkóczi (1963): Gyermekek manipulációs tevékenységére vonatkozó pszichológiai megfigyelések. Pszichológiai Tanulmányok V. 141-163.
- Barkóczi (1964): Adatok a csecsemők manipulációs tevékenységének fejlődéséhez. Pszichológiai Tanulmányok VI. 141-163.
- Barkóczi (1965): A kutató manipulációs tevékenység sajátos formái csecsemőknél és fiatal majmoknál. Pszichológiai Tanulmányok VII. 115-120.
- Barkóczi (1965): Csecsemők és majmok kutató manipulációs viselkedésének összehasonlító elemzése. M. Pszichológiai Szemle XXI. 3-4. 343-354.
- Barkóczi (1967): A kutató manipuláció egyes jellemzőinek változása ingerdús és izolált szituációban. Pszichológiai tanulmányok X. 357-361.
- Barkóczi és Klein (1968): Gondolatok az alkotóképességről és vizsgálatának problémáiról. M. Pszichológiai Szemle XXV. 508-515.
- Barkóczi (1967): A kognitív motiváció néhány problémája az élet korai szakaszában. M. Pszichológiai Szemle XXVII. 199-205.
- Czigler, Strasszer, Nagy, Barkóczi (1967): A komplexitáspreferencia és az aktivációs alapszint összefüggésének vizsgálata. M. Pszichológiai Szemle XXVII. 216-223.
- Barkóczi (1967): An ontogenetic approach of orientation reaction and cognitive motivation. Annales Universitatis Scientiarum Sect. Paed. et Psychol. Tom. I. 53-60.
- Kardos, Barkóczi, Kónya (1971): Kísérlet a lokomóciós és manipulációs cselekvésformák megtanulásának közvetlen összehasonlítására. M. Pszichológiai Szemle XXXVIII. 1-15.
- Barkóczi (1973): Ontogeneis of the orientation reaction. Studia Psychologica 15, 6-12.
- Barkóczi I., Oláh A., Zétényi T. (1973): Az intelligencia, a kreativitás és a szocioökonómiai státus összefüggéseiről. Magyar Pszichológiai Szemle XXX., 522-532.
- Barkóczi I. (1973): Tapasztalatok a kreativitás tesztekkel végzett vizsgálatok alapján. OPI Módszertani Füzetek 36, 1-27.
- Barkóczi, I. (1975): Influence of arousal on immediate and delayed overlearning transfer effect. Studia Psychologica 17, 275-286.
- Barkóczi I. (1976): Intelligencia és kreativitás összefüggése egyetemi hallgatók produktivitására vonatkozó oktatói ítéletekkel. Magyar Pszichológiai Szemle XXXII, 419-428.
- Barkóczi I. (1976): Közvetlen és késleltetett túltanulási transzferhatás az aktivációs szint függvényében. Magyar Pszichológiai Szemle XXXII, 3-13.
- Barkóczi I., Oláh A., Zétényi T. (1976): An inquire into the telationship between IQ, creativity and socio-economical status. Annales Universitatis Scientiarium Sect. Paed. et Psychol. Tom. 4. 79-91.
- Barkóczi I. (1977): Relation of intelligence and creativity to productivity. Creativity Newsletter, 1-13 (India)
- Barkóczi I., Büchler K., László J. (1977): Creativity and complexity preference in maze tasks. Perceptual and Motor Skills 44, 1130.
- Barkóczi I., Büchler K., László J. (1979): A kreativitás és a komplexitás preferencia hatása labirintus feladatok megoldására. In Salamon J. (szerk.) Az alkotó gondolkodás kutatási problémái. Akadémiai Kiadó 9-17.
- Barkóczi I., Séra L., Komlósi A. (1980): Hemispheric differences in recognizing emotionally loaded visual stimuli. 4th Meeting of Psychologists from the Danubian countries. Akadémiai Kiadó, 141-162.
- Barkóczi I., Pléh Cs. (1980): Elemzés az általános pszichológia tudományterületéről, különös tekintettel a kognitiv pszichológiára. Magyar Pszichológiai Szemle XXXVII, 556-563.
- Barkóczi I. (1981): A kreativitás tesztek gyakorlati alkalmazásának lehetőségei és korlátai. OPI Módszertani Füzetek 26, 1-18.
- Barkóczi I., Séra L., Komlósi A. (1983): EEG data on hemishperic differences in subception. In Sinz, R., Rosenzweig, M.R. (Eds.) Psychophysiology. Fischer-Elsevier, Jena, Amstredam, 487-491.
- Barkóczi I., Komlósi A., Séra L. (1983): Lateral eye movement and verbal latency in subception and Bakan's situation. In Sinz, R., Rosenzweig, M.R. (Eds.) Psychophysiology. Fischer-Elsevier, Jena, Amstredam, 493-497.
- Barkóczi I., Séra L., Komlósi A. (1983): Relationships between functionals asymmetry of the hemispheres, subliminal perception and some defence mechanisms in various experimental settings. Psychologia (Tokyo) 26, 1-20.
- Barkóczi I., Séra L., Komlósi A. (1983): A nagyagyféltekék funkcionális aszimmetriája, a küszöbalatti percepció és egyes elhárító mechanizmusok kapcsolata különböző kísérleti helyzetekben. Pszichológia Budapest 3, 175-203.
- Putnoky J., Rusz E.., Barkóczi I. (1984): Konkrét és absztrakt szavak motoros és perceptuális jelentéskomponensei hallássérült személyeknél. Pszichológia Budapest 4, 49-66.
- Barkóczi I., Kulcsár Zs. (1985): Kísérlet a pszichoszomatikus betegségek két csoportjának többszempontú megközelítésére. In Hunyady Gy. (szerk.) Pszichológiai Tanulmányok XVI. Akadémiai Kiadó 629-673.
- Barkóczi I., Marián B. (1986): A kreativitás szerepe képi analógiás feladatmegoldásban. Pszichológia, Budapest 6, 71-91.
- Péter Á., Bekény Gy., Barkóczi I., Kónya A. (1986): Alexia agráfia nélkül I. Esetismertetés. A tiszta alexia szemléleti problémái. Magyar Pszich. Szemle XLIII. 311-323.
- Barkóczi I., Kónya A., Péter Á., Bekény Gy. (1986): Alexia agráfia nélkül II. A szóolvasás kérdései egy szerzett dyslexiás „betűzve olvasó” eset kapcsán. Magyar Pszich. Szemle XLIII. 384-404.
- Barkóczi I., Büchler K., László J. (1987): The effect of creativity and preference for complexity on solving maze tasks. In Kardos L., Pléh Cs., Barkóczi I. (Eds.) Studies in creativity. Akadémiai Kiadó 23-32.
- Barkóczi I., Pléh Cs. (1987): Psychological examination of the Kodály method of musical education. In Kardos L., Pléh Cs., Barkóczi I. (Eds.) Studies in creativity. Akadémiai Kiadó 109-162.
- Barkóczi I. (1990): Áttekintés az analógiás gondolkodás, az intuició, a kreativitás és a nagyagyfélteke funkciók összefüggéseiről. Pszichológia 1990, 10, 143-160.
- Barkóczi I. (1990): kongresszusokKísérlet az intuició egy lehetséges mechanizmusának feltárására. Pszichológia 10, 177-208.
- Barkóczi I. (1991): Átstrukturálódást sugalmazó ingerek intuitív hatása. Pszichológia 11, 483-502.
- Barkóczi I. (1991): Transzfer belátásos problémák között. Magyar Pszich. Szemle, LVI. (3) 3737-386.
- Barkóczi I. (1993): Általános jellemzők és egyéni különbségek az analógiás gondolkodásban. In Barkóczi I. (szerk.) Analógiás gondolkodás, Nemzeti Tankönyvkiadó, 5-35.
- Barkóczi I. (1993): A téri és az idői tájékozódás egyes újabb eredményei az összehasonlító pszichológiában. Magyar Pszich. Szemle, XLIII-XLIV. 1-2. 3-17.
- Barkóczi I. (1994): A rendelkezésre álló információ felhasználása belátásos problémák megoldásában a pszichometriai kreativitás függvényében. Magyar Pszichológiai Szemle
- Barkóczi I. (1994): Az analógiás transzfer szerepe belátásos problémák megoldásában, a pszichometriai kreativitás függvényében. Magyar Pszichológiai Szemle (34) 5-6. 321-332.
- Barkóczi I. (1998): Kell egy csapat? A problémamegoldás egyéni és társas tényezői. Magyar Pszichológiai Szemle, LIII. (37), 5-6. 479-487.
- Barkóczi I. (1999): Belátásos problémák megoldásához adott releváns információ felhasználásának feltételei. Magyar Pszich. Szemle, LIV. 4. 505-521.
- Barkóczi I. (2001): Transzfer belátásos problémák között. Magyar Pszichológiai Szemle, LVI. (3) 373-386
- Barkóczi I. (2006): A Wason-féle kártyatrükk. Magyar Pszich Szemle 61. 2. 299-314
- Barkóczi (2006): A jobb és a bal agyfélteke működésének harmóniája. Tankönyv fejezet in Barabás Katalin (szerk.) Egészségfejlesztés Medicina, Budapest 63-73.
- Barkóczi I., Bernáth L. (2008): A nem-logikus gondolkodást igénylő különböző problémák megoldásának összefüggései. Pszichológia 28. 4. Akadémiai kiadó 319-337.
- Bernáth L., Barkóczi I. (2010): Teljesítményprofilok különböző problémák produktív megoldásában. Pszichológia 30. 2. 143-159.

### Kongresszusok, konferenciák
- Barkóczi (1966): Exploratory manipulation and orientation reflex. XVIII International Congress of Psychology, Moszkva
- Barkóczi (1969): The possible roots of cognitive motivation (curiosity) at early age XIX, International Congress of Psychology London. Proceedings 207.
- Barkóczi (1973): Influence of arousal on immediate and delayed overlearning transfer effect. IInd Meeting of psychologists from Danubian countries, Smolenice. Abstract 2-3.
- Barkóczi (1975): Különböző módszerekkel nyert tapasztalatok tanulságai a kreativitás kutatásában. M. Pszichológiai Társaság IV. Tudományos Jubileumi Nagygyűlése Budapest. Absztrakt 8-9.
- Barkóczi, Séra L., Komlósi A. (1977): Hemispherical differences in recognizing emotionally weighted visual stimuli. VI. Meeting of Psychologists from the Danubian Countries Visegrád Abstract 5-6.
- Barkóczi, Séra L., Komlósi A. (1980): EEG data on hemispheric differences of subception. XXIInd International Congress of Psychology Leipzig Abstract Guide 330.
- Barkóczi, Komlósi A., Séra L. (1980): Lateral eye movement and verbal latency in subceptional and Bakan’s situation. Az előzőben, 333.
- Barkóczi, Marián B. (19885): A kreativitás szerepe képi analógiás következtetésben. M. Pszichológiai Társaság VII. Országos Tudományos Konferenciája Budapest. Előadáskivonatok 12.
- Barkóczi, Kónya A., Péter Á., Bekény Gy. (1985): A szóolvasás kérdései egy szerzett dyslexiás „betűzve olvasó” eset kapcsán. M. Pszichológiai Társaság VII. Országos Tudományos konferenciája. Tematikus vitaanyagok 7-11.
- Barkóczi, Marián B., Geier J. (1986): Intuitív analógia találás különböző kreativitásuaknál. M Pszichológiai Társaság VIII. Országos Tudományos Konferenciája Budapest Előadáskivonatok 25.
- Barkóczi (1989): Kísérletileg kiváltott intuitív válaszok elemzése M. Pszichológiai Társaság IX. Országos Tudományos Konferenciája Budapest Előadáskivonatok 27.
- Barkóczi (1990): Intuition, creativity and hemisphericity. Vth International Congress of of Psychophysiology Budapest Abstracts 11.
- Barkóczi I. (1992): Belátásos feladatmegoldás és pszichometriai kreativitás. Magyar Pszichológiai Társaság X. Országos Tudományos Nagygyűlése
- Barkóczi I. (1992): Kardos Lajos emlékelőadás. Magyar Pszichológiai Társaság X. Országos Tudományos Nagygyűlése
- Barkóczi I. (1996): A problémamegoldáshoz adott releváns információ felhasználásának feltételei alacsony kreativitású személyeknél. Magyar Pszichológiai Társaság XII. Országos Tudományos Nagygyűlése, Budapest. 111. o.
- Barkóczi I. (1998): Kell egy csapat? Kollektív megismerés, szociális megismerés szimpozium. Magyar Pszichológiai Társaság XIII. Országos Tudományos Nagygyűlése Pécs
- Barkóczi I. (2005): A zene szerepe. Életminőség holisztikus szemlélettel. Nádasdy Akadémia Szimpoziumok 86-89.
- Barkóczi I. (2006): A könyveknek saját sorsuk van. In K. Udvari Katalin (SZERK.) Integrált művészeti nevelés az iskolában és a családban 51-55. Psalmus Humanus Művészetpedagógiai Egyesület Budapest

### Ismeretterjesztő írások
- Barkóczi (1967): Alkotó tevékenység-e a tanulás? Népszabadság, július 30. 9.
- Barkóczi (1967): A 10-14 éves gyermek megismerésének és nevelésének pszichológiai alapjai. In Pataki F., Tóth S., Hunyady Gy. (szerk.) Nevelőmunka az általános iskola 5-8. osztályaiban. Tankönyvkiadó 13-68.
- Barkóczi (Orientációs reakció, éberség és figyelem. M. Pszichológiai Szemle XXIV. 3. Barkóczi (1967): A tanulás módja az egyetemen. In Jáki L. (szerk.) Bevezetés az egyetemi tanulmányokba. Felsőoktatási Pedagógiai Kutatóközpont 1226.
- Barkóczi (1967): A tanulás módja az egyetemen. In Jáki L. (szerk.) Bevezetés az egyetemi tanulmányokba. Felsőoktatási Pedagógiai Kutatóközpont 1226.
- Barkóczi (1972): A pszichológus. Pályatükör. In 38 felsőfokú képesítést igénylő pálya. OPTI 389-407
- Barkóczi (1972): Hogyan születik az ötlet? Néhány szó a kreativitásról. Köznevelés 33. 42. 20-22.
- Barkóczi (1978): Az alkotó ember Élet és tudomány 47. XI. 24. 1478-1479.

## Díjak, elismerések
- Ranschburg Pál-emlékérem
- Szent-Györgyi Albert-díj (2006)
- Szilárd Leó-díj (2006)